# ESC Clermont Business School
ESC Clermont Business School (École supérieure de commerce de Clermont) je europska poslovna škola s razvedenim kampusom smještenim u Clermont-Ferrandu. Osnovana 1919.
ESC Clermont je Financial Times 2019. rangirao na 95. mjesto među europskim poslovnim školama.
Svi programi imaju trostruku akreditaciju međunarodnih udruga AMBA, EPAS, i AACSB. Škola ima istaknute apsolvente u poslovnom svijetu i u politici, kao što su primjerice Jean-Pierre Caillard (CEO Groupe Centre-France La Montagne) i Claude Wolff (Gradonačelnik Chamalièresa).

## Vanjske poveznice
- Službena stranica